# 順天府
順天府，中国明朝及清朝行政区划单位之一，相当于现在中华人民共和国首都北京市及河北省、天津市部分地区。“順天府”也指该地区地方政府衙門，相当于现今北京市政府。

## 沿革
元朝时称大都路，直属中書省。明朝洪武元年（1368年）八月，改為北平府，十月隸屬於山東行省。洪武二年（1369年），改屬北平行中书省。次年，建立燕王府。永乐元年（1403年）正月，升爲北京，改為“順天府”。永樂十九年（1421年），京師正式從應天府遷至順天府，史稱永乐迁都。
清乾隆時期，順天府區劃掌四路厅，含大兴县、宛平县和其他22个近京州县，設兼管府尹大臣，等級約為布政使。但顺天府只管理汉族、回族等民族事务，涉及旗人事务由九門提督衙门管理。清朝滅亡後該機構廢除，顺天府衙门旧址在今北京东城区鼓楼东大街内的东公街。

## 管轄州縣
据《清史稿》等：
- 明初曰北平府。後建北京，復改。自遼以來皆都此。正統六年，始定曰京師。領州六，縣二十五。
- 順治初，京師置府尹、府丞、治中。其順天巡撫駐遵化，康熙初裁。十五年，升遵化為遵化州。二十七年，置四路同知，分轄所屬州、縣。分隸通永、霸昌二道。並兼統於直隸總督。雍正元年，復以部院大臣兼管府事，特簡，無定員。九年，置寧河縣。乾隆八年，遵化復升遵化直隸州，以玉田縣、豐潤縣屬之。領州五，縣十九：
  - 西路厅（驻宛平县拱极城）：涿州、大興縣、宛平縣、良鄉縣、房山縣；
  - 北路厅（驻昌平州巩华城）：昌平州、順義縣、密雲縣、懷柔縣、平谷縣；
  - 东路厅（驻通州）：通州、薊州、香河縣、三河縣、武清縣、寶坻縣、寧河縣；
  - 南路厅（驻大兴县黄村）：霸州、固安縣、永清縣、東安縣、文安縣、大城縣、保定縣。

### 引用
1. ↑  

维基文库中的相关原始文献：明史/卷40
《明史》（卷40）：“顺天府元大都路，直隶中书省。洪武元年八月改为北平府。十月属山东行省。二年三月改属北平。三年四月建燕王府。永乐元年正月升为北京，改府为“顺天府”。永乐四年闰七月诏建北京宫殿，修城垣。十九年正月告成。宫城周六里一十六步，亦曰紫禁城。门八：正南第一重曰承天，第二重曰端门，第三重曰午门，东曰东华，西曰西华，北曰玄武。宫城之外为皇城，周一十八里有奇。门六：正南曰大明，东曰东安，西曰西安，北曰北安，大明门东转曰长安左，西转曰长安右。皇城之外曰京城，周四十五里。门九：正南曰丽正，正统初改曰正阳；南之左曰文明，后曰崇文；南之右曰顺城，后曰宣武；东之南曰齐化，后曰朝阳；东之北曰东直；西之南曰平则，后曰阜成；西之北曰彰仪，后曰西直；北之东曰安定；北之西曰德胜。嘉靖三十二年筑重城，包京城之南，转抱东西角楼，长二十八里。门七：正南曰永定，南之左为左安，南之右为右安，东曰广渠，东之北曰东便，西曰广宁，西之北曰西便。领州五，县二十二。弘治四年编户一十万五百一十八，口六十六万九千三十三。万历六年，户一十万一千一百三十四，口七十万六千八百六十一。”
2. ↑  《清史稿》卷五十四　志二十九／地理一／直隸／順天府

## 外部連結
[在维基数据编辑]
 《欽定古今圖書集成·方輿彙編·職方典·順天府部》，出自陈梦雷《古今圖書集成》